# Bakulan (Temayang)
Bakulan is een bestuurslaag in het regentschap Bojonegoro van de provincie Oost-Java, Indonesië. Bakulan telt 2295 inwoners (volkstelling 2010).